# Heiligenschwendi
Heiligenschwendi ist eine Einwohnergemeinde im Schweizer Kanton Bern. Sie gehört zum Verwaltungskreis Thun.

## Geographie
Der Ort liegt über dem rechten Ufer des Thunersees am Westhang des stark bewaldeten Hügels Blume. Die wichtigsten Siedlungen sind Schwendi-Dörfli, Heiligenschwendi und Halten. Vom gesamten Gemeindegebiet von 560 ha wird etwas weniger als die Hälfte (genau 49,0 %) landwirtschaftlich genutzt. Weitere 43,22 % sind von Wald und Gehölz bedeckt und nur 7,43 % Siedlungsfläche.

## Bevölkerung
2019 zählte die Gemeinde 707 Einwohner. Davon waren 643 (= 90,95 %) Schweizer Staatsangehörige und 64 Ausländer.

## Politik
Gemeindepräsident ist Thomas Heri (Stand 2025).
Die Stimmenanteile der Parteien anlässlich der Nationalratswahl 2023 betrugen: SVP 38,4 % (−3,2 %), GPS 11,8 % (+0,8 %), SP 11,3 % (+3,8 %), EDU 10,2 % (+3,0 %), EVP 8,5 % (+0,6 %), glp 6,8 % (−1,1 %), Mitte 4,6 % (−4,0 %), FDP 3,5 % (+1,0 %).

## Tourismus
Wichtigster Arbeitgeber ist das 1895 eröffnete Berner Reha Zentrum (ursprünglich ein Tuberkulosesanatorium; heute Rehabilitationsklinik für Lungen-, Herz- und muskuloskelettale Erkrankungen).

### Sehenswürdigkeiten
Die Sperrstelle Heiligenschwendi wurde als militärhistorisches Denkmal von nationaler Bedeutung 2014 der Öffentlichkeit zugänglich gemacht.
Der Aussichtsturm Blueme auf der Blueme (1391 m, 2 km östlich), bei der Grenze in Sigriswil, bietet Aussicht über den Thunersee und Alpen. Ein kleiner Aussichtshügel ist der Vesuv (1116 m, 0,5 km südwestlich).

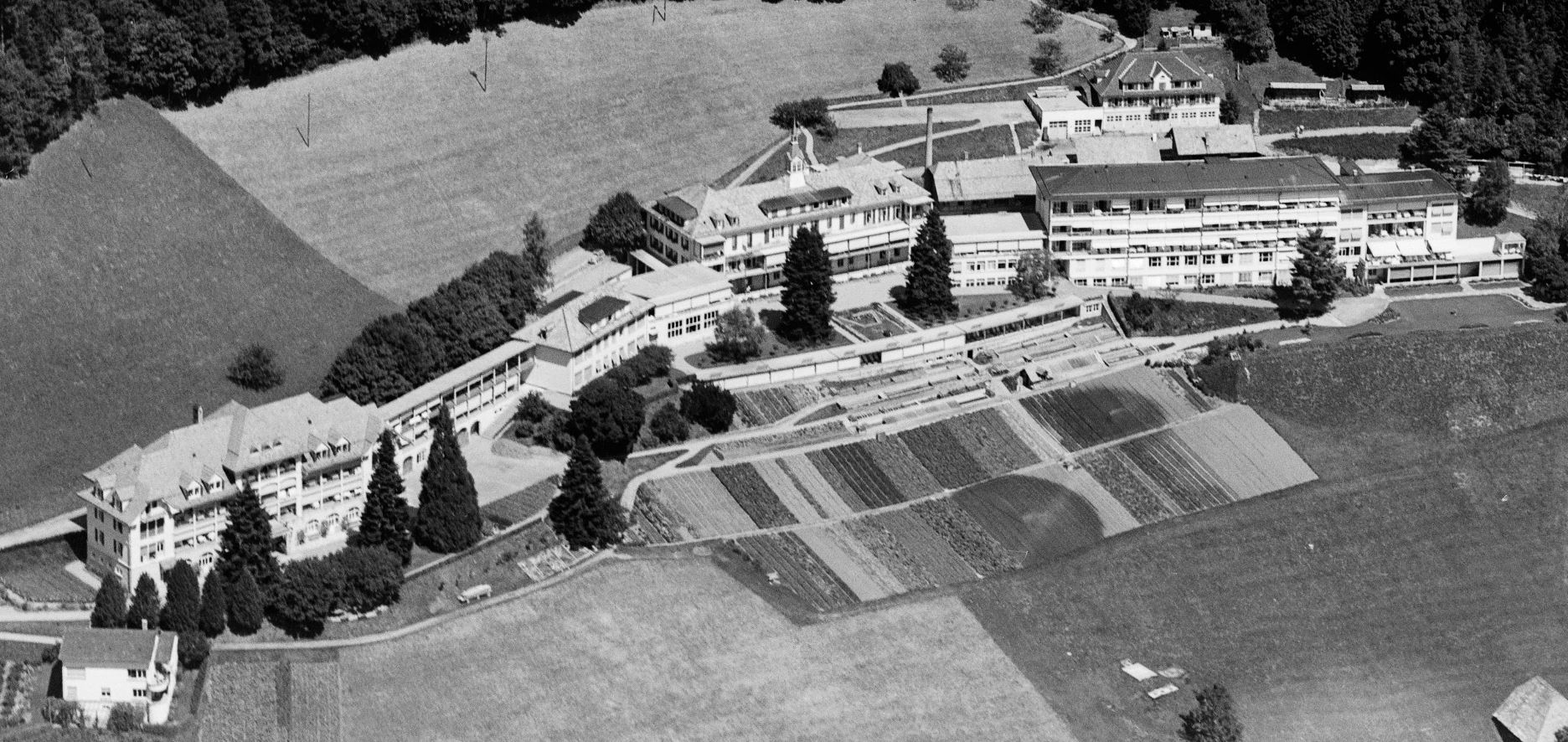
Luftbild der Bernischen Höhenklinik (1952)
Bauernhaus
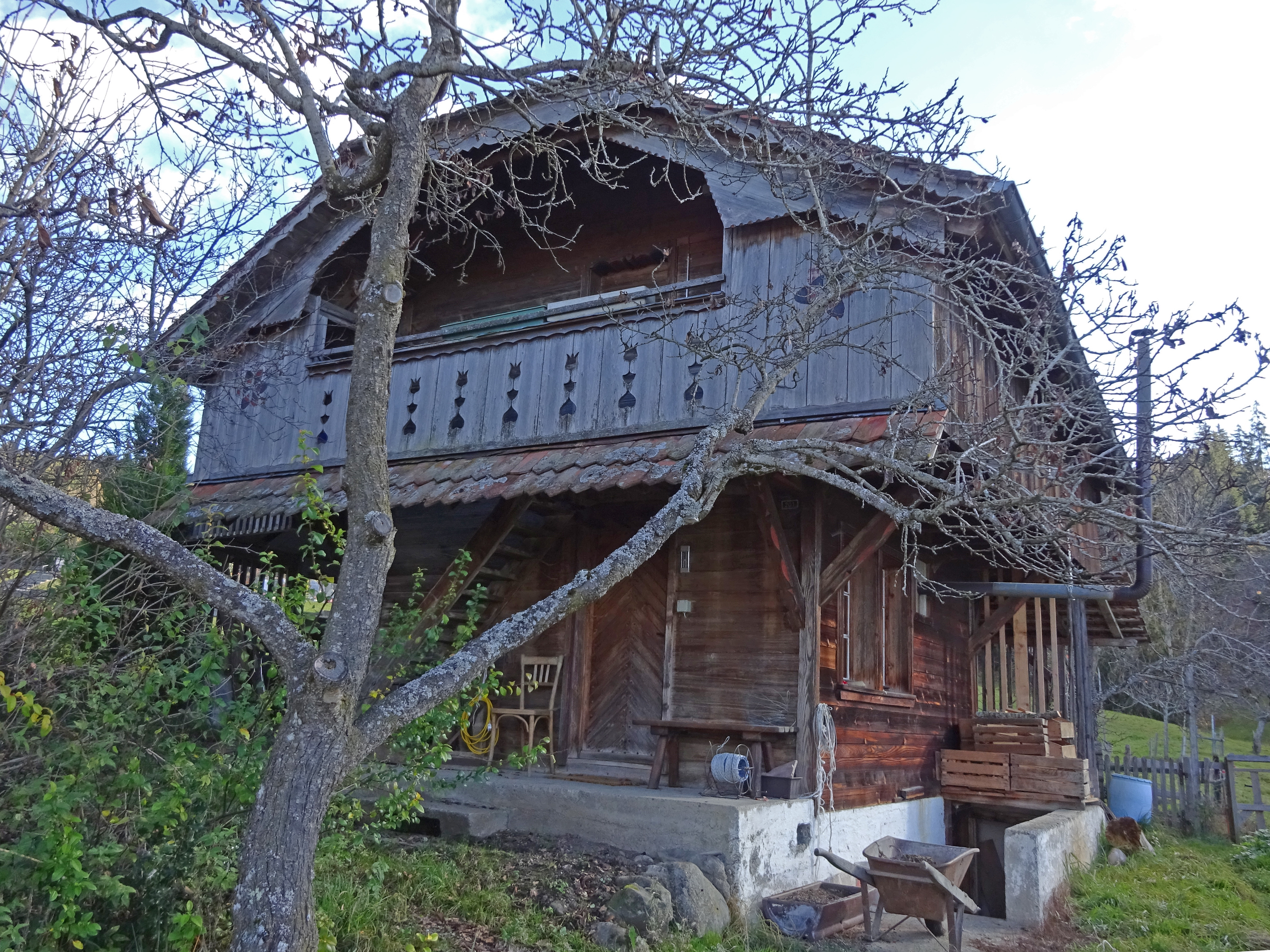
Stöckli
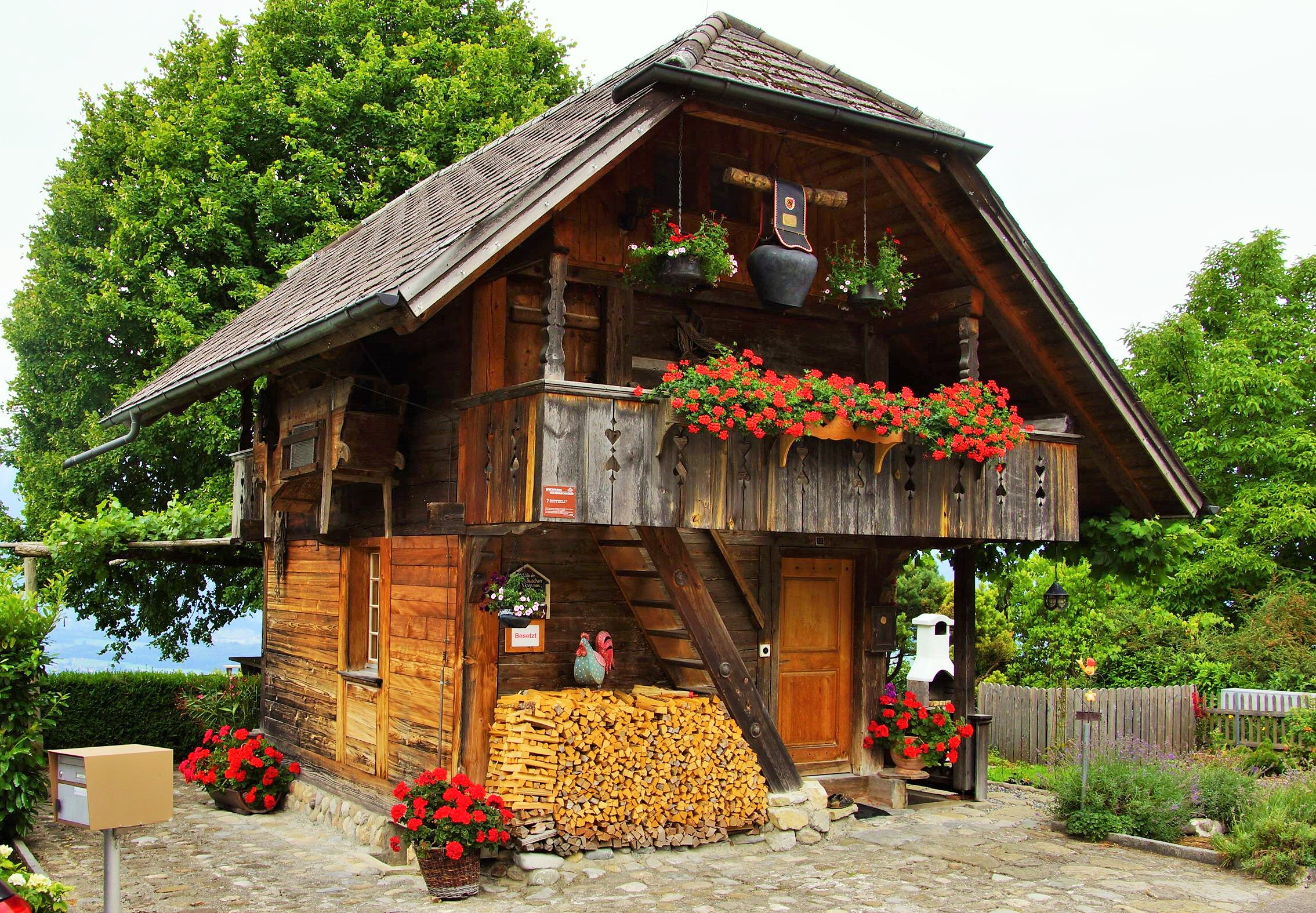
Spycherweg Heiligenschwendi, Obere Haltenstrasse
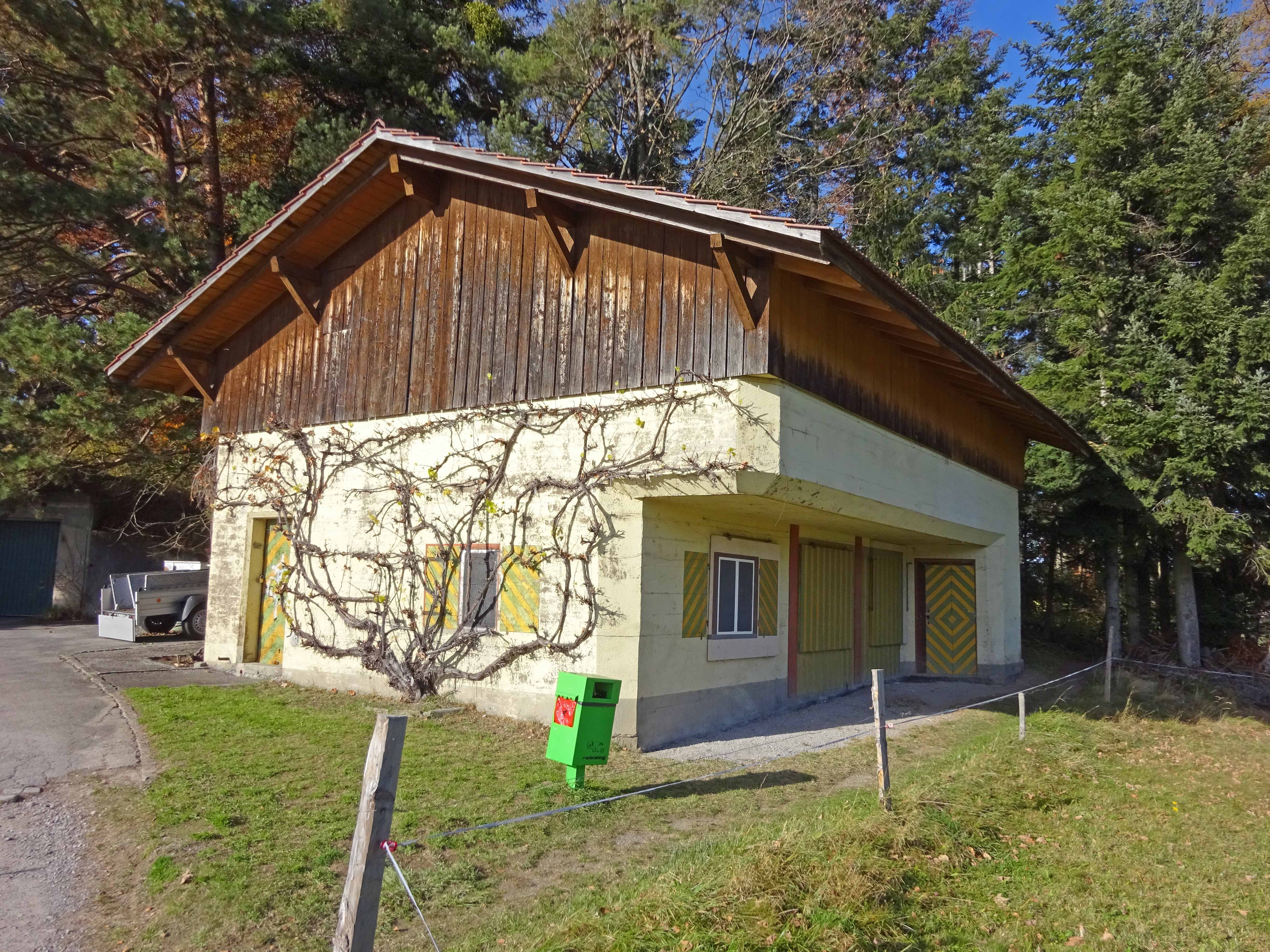
Sperrstelle Heiligenschwendi: Infanteriebunker Trachtweg A 1921

### Spycherweg
Der Spycherweg Heiligenschwendi ist ein 6,45 bis 9,15 km langer Wanderweg durch das Gemeindegebiet von Heiligenschwendi, der sich in 2½ bis 3½ Stunden durchwandern lässt. Die Spycher oder Speicher dienten bis ins 19. Jahrhundert als Lager für gedroschenes Korn in Kornkästen und andere Lebensmittelvorräte wie gedörrtes Obst und Gemüse. An den Speichern angebrachte Info-Tafeln geben im Zusammenhang mit den in Hotels, in der Tourist-Info oder im Internet kostenlos verfügbaren Führern Informationen über die rustikalen Holzhäuser.

## Verkehr
Die Gemeinde ist durch die Buslinien 31 (Thun – Goldiwil – Heiligenschwendi) und 32 (Thun – Schwendi Dörfli – Heiligenschwendi) der STI ans Netz des öffentlichen Verkehrs angeschlossen.

## Abwasser
Zur Reinigung des Abwassers wurde die Gemeinde an die ARA Thunersee in der Uetendorfer Allmend angeschlossen.

## Persönlichkeiten
- Paul Eggenberg (1918–2004), Lehrer, Manager und Mundart-Schriftsteller
- Thomas Zurbuchen  (* 1968), Astrophysiker, geboren und aufgewachsen in Heiligenschwendi